# Akron City FC
El Akron City FC es un equipo de Estados Unidos que juega en la USL League Two, la cuarta división nacional.

## Historia
El Akron City FC se unión a la NPSL como equipo de expansión en la temporada 2021 y su primera temporada fue la de 2022. El 16 de septiembre de 2021 Kia Zolgharnain fue nombrado como el primer entrenador en la historia del club y responsable de armar el equipo. El primer partido del Akron City en la NPSL fue el 14 de mayo de 2022 ante 1,051 espectadores, que terminó con victoria por 2–1 sobre el Pittsburgh Hotspurs.
Su segunda victoria fue en el último partido de la temporada el 15 de julio de 2022 ante Erie Commodores. Kia solo dirigió en los tres primeros partidos por razones médicas, por lo que su asistente Jay Stepp fue el entrenador por el resto de la temporada, además de que Cedric Tschami pasó a ser asistente. En la temporada el club promedió un nivel de asistencia menor a 1,000 espectadores por partido, como el resto de equipos en la liga. El equipo aseguró 19 sponsorships, probando que los negocios de la comunidad daban apoyo al equipo.
En diciembre de 2024 el Akron anunció su afiliación a la USL League Two para la temporada 2025.